# Taneti Maamau
Taaneti Mamau (geboren te Onotoa) is sinds 11 maart 2016 president van Kiribati.

## Biografie
Maamau werd in 2011 verkozen tot lid van het Parlement van Kiribati namens zijn eiland Onotoa. Vier jaar later werd hij herverkozen voor de pas opgerichte partij Tobwaan Kiribati (een coalitie van Karikirakean Te I-Kiribati en Maurin Kiribati). Diezelfde partij droeg hem enkele maanden later voor als deelnemer aan de presidentsverkiezingen van 9 maart 2016. In de verkiezing nam hij het op tegen twee kandidaten van de regerende BTK van uitgaand president Anote Tong. Met 19.891 stemmen, oftewel 60 %, werd hij verkozen tot nieuwe president van Kiribati.